# قاعدة إ-م-إ

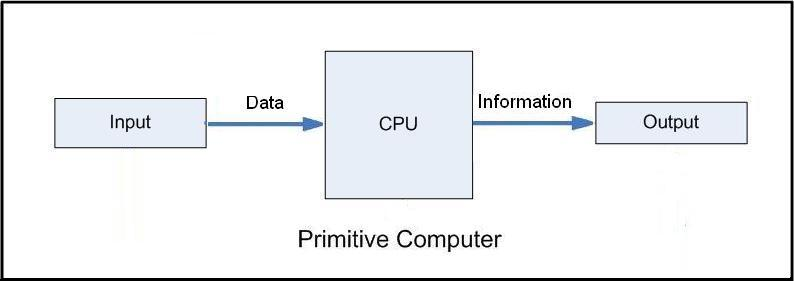
أبسط شكل لنظام الكمبيوتر

نموذج الإدخال-المعالجة-الإخراج (الإنجليزية،(IPO) input-process-output) هو نهج مستخدم على نطاق واسع في تحليل النظم وهندسة البرمجيات لوصف بنية برنامج معالجة المعلومات أو أي عملية أخرى. يقدم العديد من الكتب التمهيدية في البرمجة وتحليل النظم هذا النموذج كأبسط هيكل لوصف عملية ما.

## نظرة عامة
برنامج الحاسوب مفيد لنوع آخر من العمليات باستخدام نموذج الإدخال-المعالجة-الإخراج، حيث يتلقى مدخلات من مستخدم أو مصدر آخر، ويقوم ببعض الحسابات على هذه المدخلات، ويعيد نتائج هذه الحسابات. في جوهرها، يعزل النظام نفسه عن البيئة، وبالتالي يعرّف كل من المدخلات والمخرجات كآلية واحدة موحدة. يقسم النظام العمل إلى ثلاث فئات:
- متطلب من البيئة (إدخال)
- حساب بناءً على المتطلب (معالجة)
- توفير للبيئة (إخراج)

بعبارة أخرى، قد تكون هذه المدخلات مواد أو موارد بشرية أو أموالًا أو معلومات، تتحول إلى مخرجات، مثل السلع الاستهلاكية أو الخدمات أو المعلومات الجديدة أو الأموال.
ونتيجة لذلك، يصبح نظام الإدخال-المعالجة-الإخراج عرضة جدًا لسوء التفسير. وذلك لأنّه نظريًا يحتوي على جميع البيانات المتعلقة بالبيئة الخارجية للنظام. ومع ذلك، في الواقع، تحتوي البيئة على مجموعة متنوعة كبيرة من الأشياء التي لا يستطيع النظام فهمها، حيث توجد خارج سيطرة النظام. نتيجة لذلك، من المهم جدًا فهم مكان وجود الحد الفاصل بين النظام والبيئة، والذي يتجاوز فهم النظام. غالبًا ما يضع محللون مختلفون حدودًا خاصة بهم، يفضلون وجهة نظرهم، وبالتالي يخلقون الكثير من الارتباك.